# بيست (هولندا)
بيست Best  بلدية وقرية بمقاطعة شمال برابنت، جنوبي هولندا.

## طوبوغرافيا
خريطة طوبوغرافية هولندية لبلدية بيست، يونيو 2015، (تقرأ بعد ثلاث نقرات على الخريطة).

## معرض صور

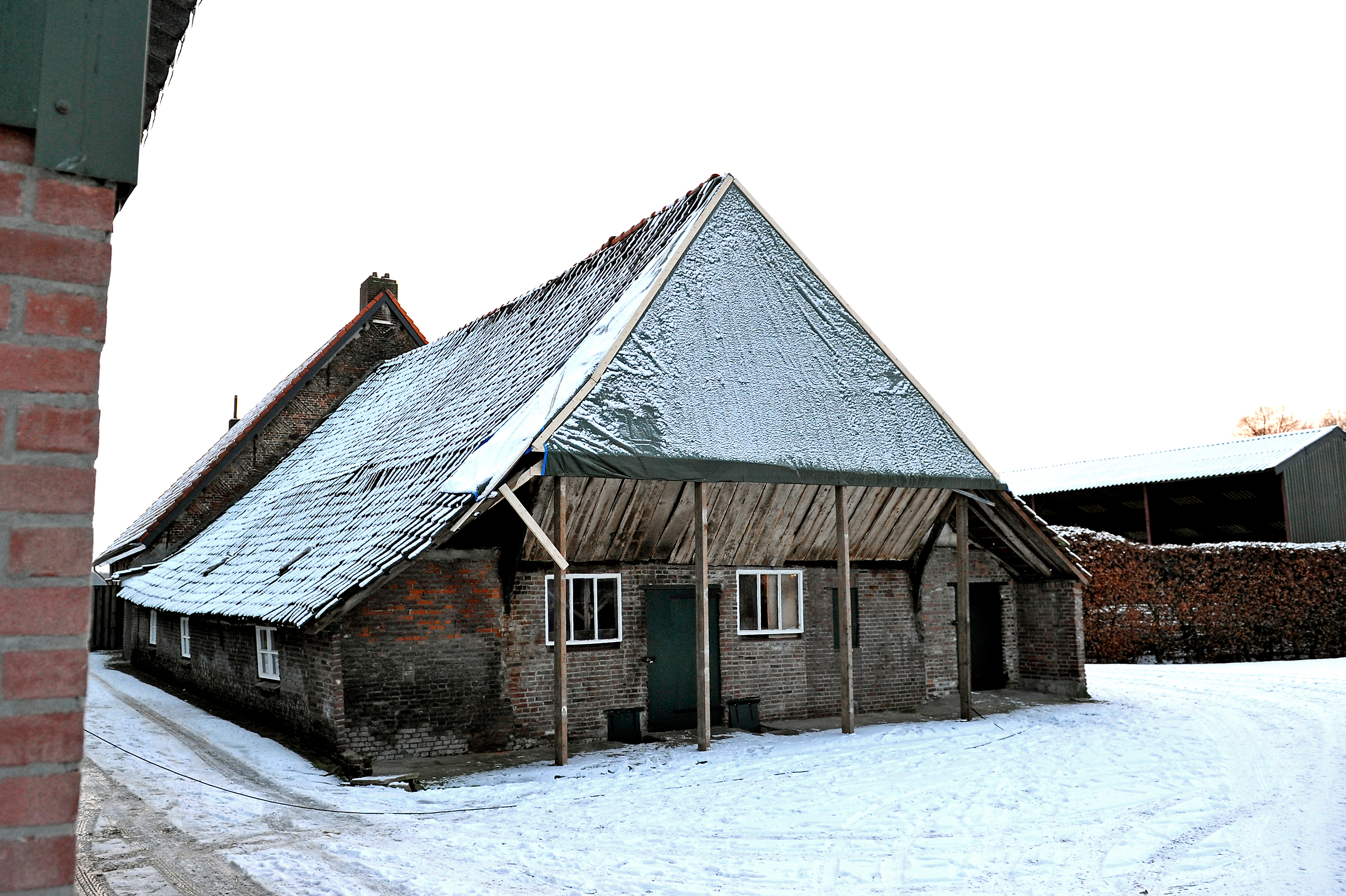
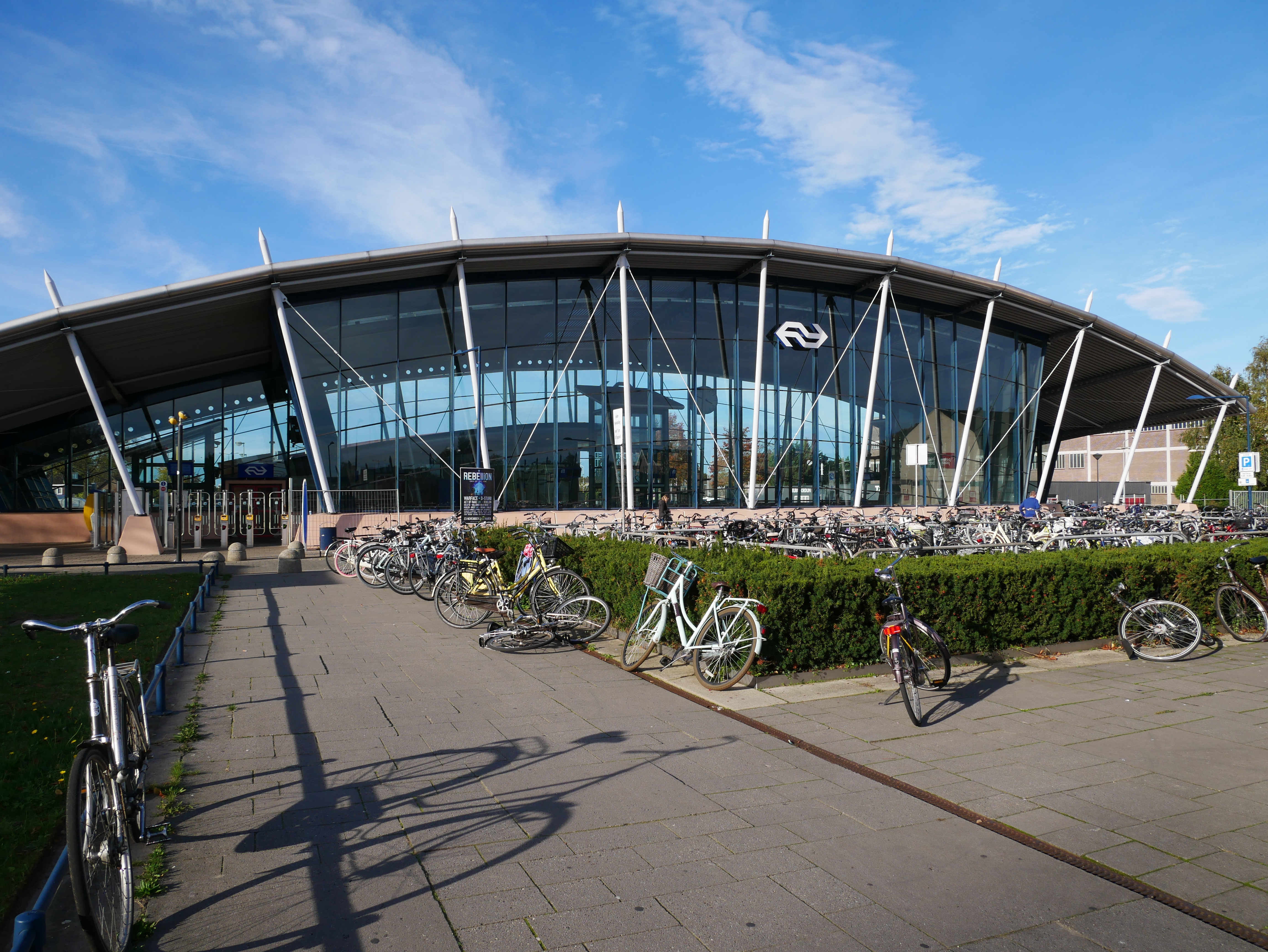
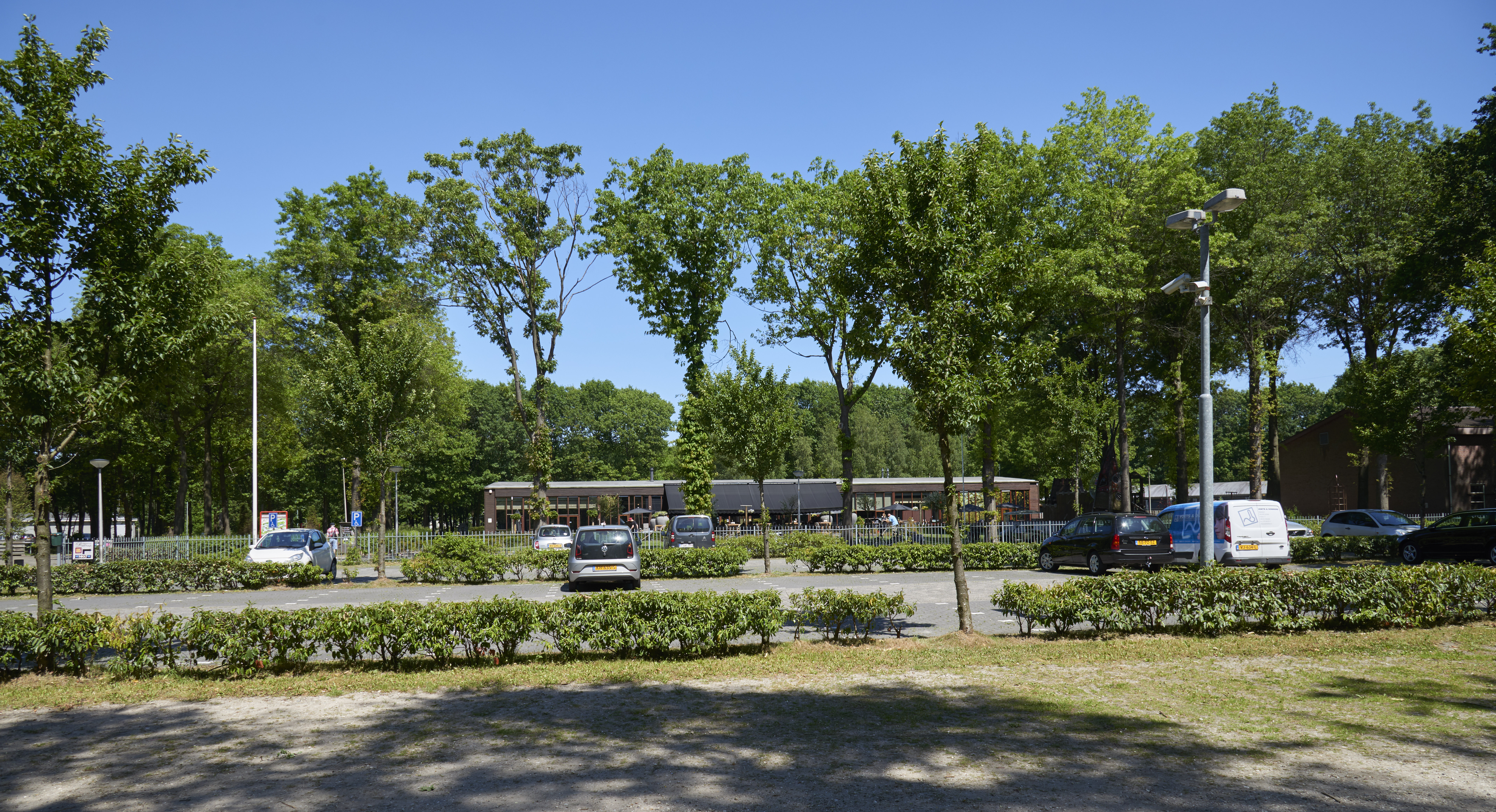
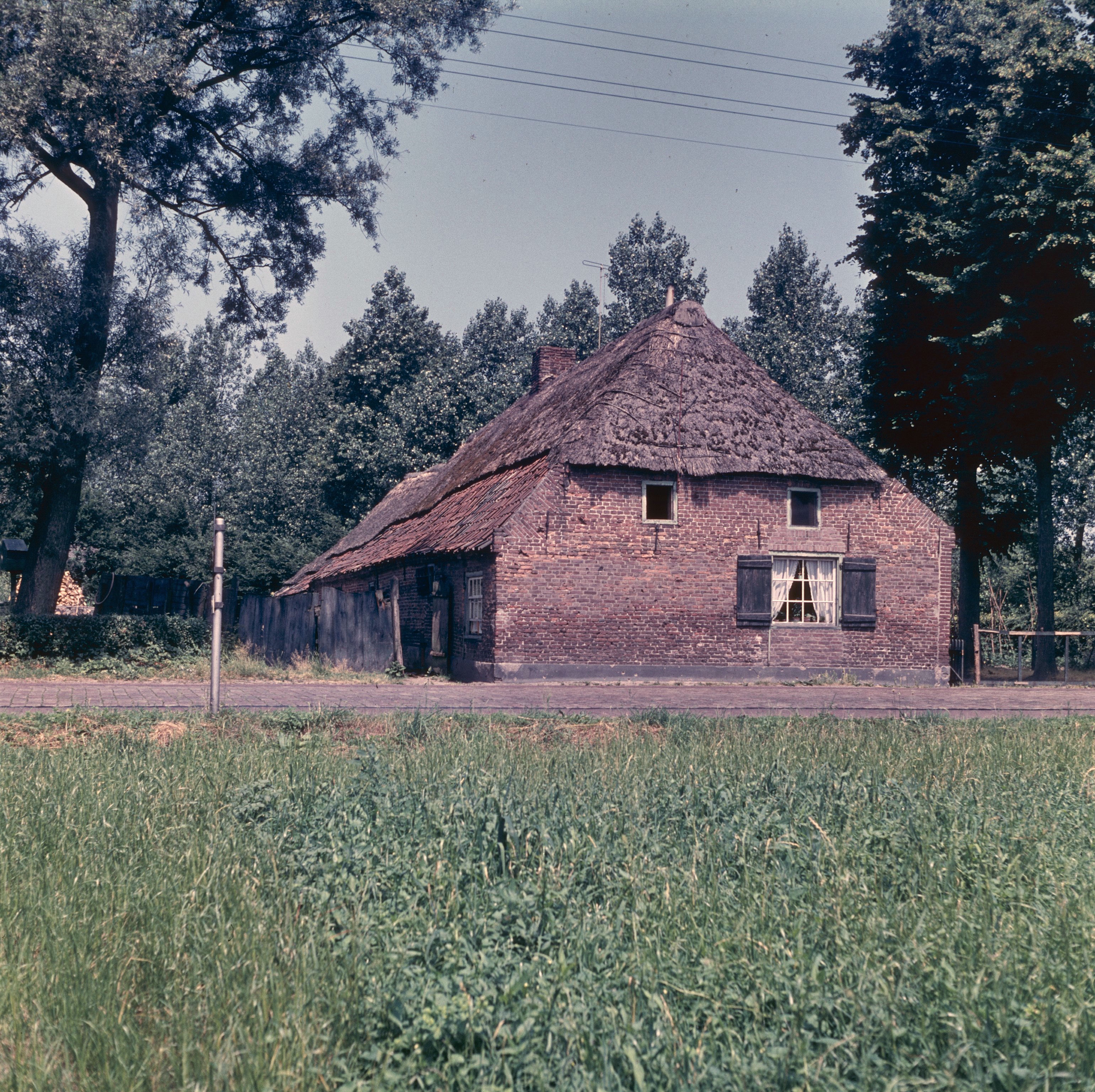
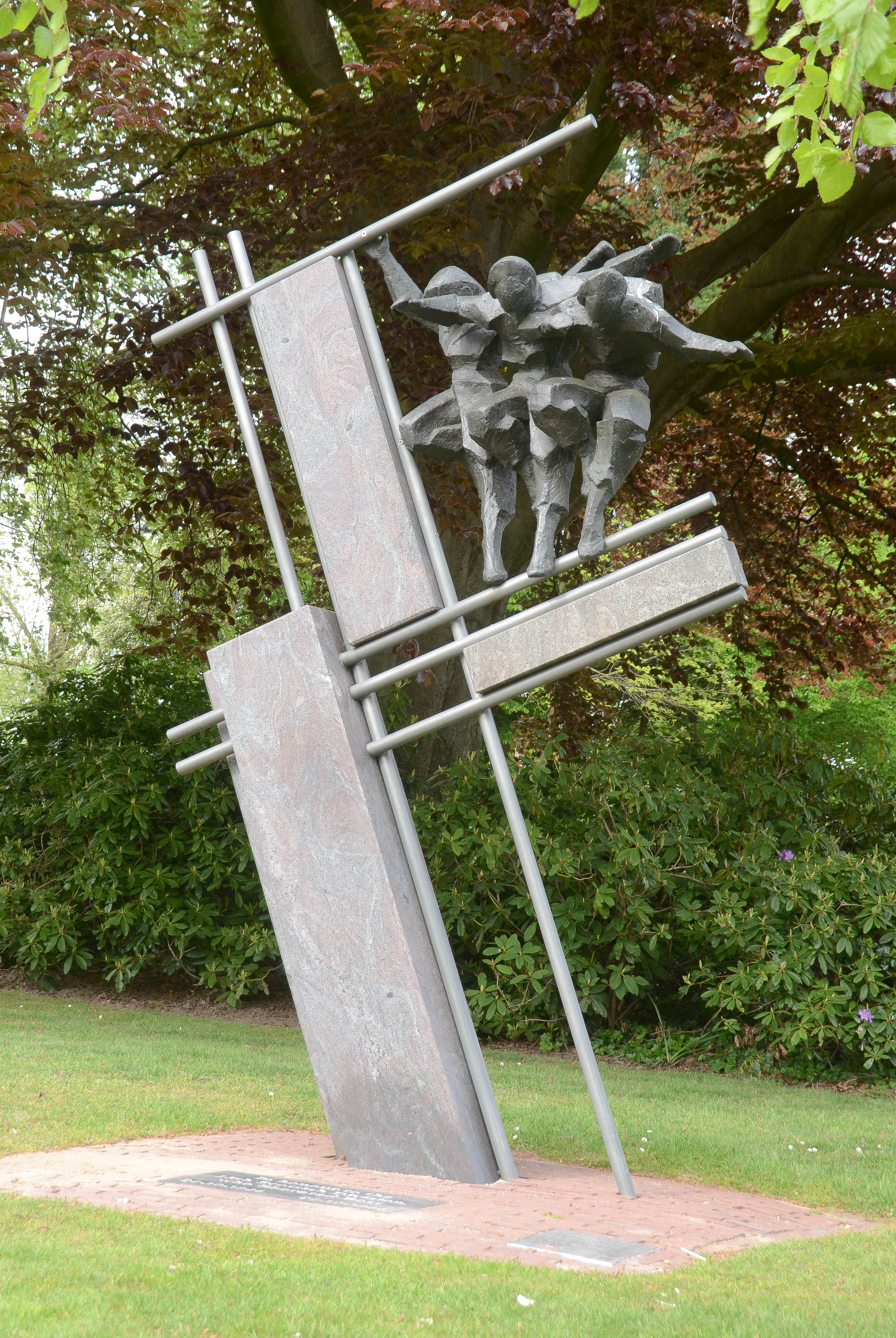

## أعلام
- نايجل بيرترامز
- روبرت كول
- هانس ستايسي
- فارشاد نور
- مارتن بروسكوفسكي